# Joe Pesci
Joseph Frank  Pesci (Newark, 9 de fevereiro de 1943) é um ator e comediante norte-americano.
Pesci é mais conhecido por um quarteto de filmes que co-estrelou com Robert De Niro e dirigido por Martin Scorsese: Raging Bull, Goodfellas, Casino e The Irishman. Foi nomeado para o Oscar de melhor ator coadjuvante pelo seu papel em Raging Bull, em seguida, ganhou o mesmo prémio pelo papel como Tommy DeVito em Goodfellas. Também é conhecido por interpretar Leo Getz em três filmes da série Lethal Weapon, Frankie Minaldi em Once Upon a Time in America e Harry Lyme em Home Alone e Home Alone 2: Lost in New York.

## Biografia
Pesci, um italo-americano, nasceu em Newark, New Jersey, filho de Maria, que trabalhava como cabeleireira, e Angelo Pesci, um motorista de empilhadeiras da General Motors. Aos 5 anos, foi fazer algumas peças teatrais em Nova York. Em 1953, com dez anos, começou a apresentar-se e a ser uma regular aparência num programa infantil de televisão, chamado Startime Kids, que também contou com Connie Francis. Nos anos 60, começou a trabalhar como barbeiro, seguindo os passos de sua mãe.
Pesci praticou judo durante toda a sua adolescência. Tocou guitarra para a banda Joey Dee e o Starliters, cujos outros membros famosos foram Charles Neville (The Neville Brothers) e Jimmy James (Jimi Hendrix). Mais tarde Pesci seguiu carreira a solo sob o nome de Joe Ritchie, e lançou um álbum em 1968 com o nome de Little Joe Can Sing. Mais tarde tocou na banda Joey Dee & the Starliters a que incluía seu bom amigo e futuro parceiro de atuação Frank Vincent. No entanto, ao contrário de seus companheiros de banda, Joe Pesci não teve muito sucesso como artista solo de música, e então ele se mudou para prosseguir a sua carreira de ator, fazendo sua estreia no cinema com a banda Starliters como figurante no filme Hey, Let's Twist!.

## Carreira

### Vida profissional
A descoberta como ator veio em 1980, quando co-estrelou ao lado de Robert De Niro, que interpretou o papel principal do pugilista Jake LaMotta, no filme de Martin Scorsese, Raging Bull, papel pelo qual ganhou o BAFTA em  1981 e foi indicado ao Oscar de melhor ator coadjuvante. Este foi o primeiro de uma série de colaborações aclamado pela crítica com Scorsese e De Niro.
Mais tarde, novamente com De Niro, participou de Once Upon a Time in America, e, com Scorsese, de Goodfellas, pelo qual venceu o Oscar de melhor ator coadjuvante em 1990, além de Casino. Também teve um pequeno papel em A Bronx Tale, dirigido por De Niro.
Serviu como inspiração para um sketch no programa humorístico de televisão Saturday Night Live, chamado Joe Pesci Show, no qual acabou fazendo uma aparição com De Niro. Em 1988 teve também grande participação num filme musical-infantil de Michael Jackson, chamado Moonwalker.
Mais tarde, co-estrelou o sucesso de público Home Alone, de 1990, interpretando um dos ladrões (junto com o amigo Daniel Stern) que tentam roubar a casa do personagem interpretado por Macaulay Culkin. Dois anos depois, repetiu seu papel para a sequência.
Pesci também interpretou David Ferrie, em JFK, de 1991, e protagonizou a comédia My Cousin Vinny, no ano seguinte. Interpretou o personagem Leo Getz na segunda, terceira e quarta parte da série de filmes Lethal Weapon. Posteriormente fez papéis em diversos filmes, incluindo The Super (1991) e Jimmy Hollywood (1994).
Em 1999, Pesci anunciou sua aposentadoria no cinema para seguir uma carreira musical e para aproveitar a vida longe das câmeras. Voltou a atuar quando fez uma participação especial no filme The Good Shepherd, dirigido por Robert De Niro, em 2006. Em 2010 estrelou um romance junto com Helen Mirren chamado Love Ranch.

## Filmografia
| Ano  | Filme                                  | Título em Português                       | Papel                               | Obs. |
| ---- | -------------------------------------- | ----------------------------------------- | ----------------------------------- | --- |
| 1961 | Hey, Let's Twist                       |                                           | Dançarino no Peppermint Club        | não-creditado |
| 1969 | Out of It[carece de fontes?]           |                                           | Michael                             | |
| 1976 | The Death Collector                    |                                           | Joe Salvino                         | |
| 1980 | Raging Bull                            |                                           | Joey LaMotta                        | BAFTA Award de melhor estreante National Board of Review Award de melhor ator coadjuvante National Society of Film Critics Award de melhor ator coadjuvante New York Film Critics Circle Award de melhor ator coadjuvante Indicado – Oscar de melhor ator coadjuvante Indicado – Globo de Ouro de melhor ator coadjuvante em longa-metragem |
| 1982 | Dear Mr. Wonderful                     |                                           | Ruby Dennis                         | |
| 1982 | I'm Dancing as Fast as I Can           |                                           | Roger                               | |
| 1983 | Easy Money                             |                                           | Nicky Cerone                        | |
| 1984 | Once Upon a Time in America            |                                           | Frankie Minaldi                     | |
| 1984 | Tutti dentro                           |                                           | Corrado Parrisi                     | |
| 1984 | Eureka                                 |                                           | Mayakofsky                          | |
| 1987 | Man on Fire                            |                                           | David Coolidge                      | |
| 1988 | Moonwalker                             |                                           | Frankie Lideo (Mr. Big)             | |
| 1988 | The Legendary Life of Ernest Hemingway |                                           |                                     | |
| 1989 | Lethal Weapon 2                        | Máquina Mortífera 2                       | Leo Getz                            | |
| 1990 | Betsy's Wedding                        |                                           | Oscar Henner                        | |
| 1990 | Goodfellas                             |                                           | Tommy DeVito                        | Oscar de melhor ator coadjuvante Boston Society of Film Critics Award de melhor ator coadjuvante Chicago Film Critics Association Awards de melhor ator coadjuvante Kansas City Film Critics Circle Award de melhor ator coadjuvante Los Angeles Film Critics Association Award de melhor ator coadjuvante National Board of Review Award de melhor ator coadjuvante Indicado – Globo de Ouro de melhor ator coadjuvante em longa-metragem Indicado – New York Film Critics Circle Award de melhor ator coadjuvante |
| 1990 | Home Alone                             | Sozinho em casa                           | Harry Lyme                          | |
| 1990 | Catchfire                              |                                           | Leo Carelli (uncredited)            | também conhecido como Backtrack |
| 1991 | The Super                              |                                           | Louie Kritski                       | |
| 1991 | JFK                                    |                                           | David Ferrie                        | |
| 1992 | My Cousin Vinny                        | Meu primo vinny                           | Vincent LaGuardia Gambini           | American Comedy Award de ator mais engraçado em papel principal de longa-metragem Indicado – MTV Movie Award de melhor performance de comédia |
| 1992 | Lethal Weapon 3                        | Máquina Mortífera 3                       | Leo Getz                            | |
| 1992 | The Public Eye                         |                                           | Leon Bernstein                      | |
| 1992 | Home Alone 2: Lost in New York         | Sozinho em Casa 2: Perdido em Nova Iorque | Harry Lyme                          | |
| 1992 | Tales from the Crypt                   |                                           | Trapaceiro (múltipla personalidade) | |
| 1993 | A Bronx Tale                           |                                           | Carmine                             | Participação especial |
| 1994 | Jimmy Hollywood                        |                                           | Jimmy Alto                          | |
| 1994 | With Honors                            |                                           | Simon Wilder                        | |
| 1995 | Casino                                 | Casino                                    | Nicky Santoro                       | Indicado – MTV Movie Award de melhor vilão |
| 1997 | 8 Heads in a Duffel Bag                |                                           | Tommy Spinelli                      | |
| 1997 | Gone Fishin'                           |                                           | Joe Waters                          | |
| 1998 | Lethal Weapon 4                        | Máquina Mortífera 4                       | Leo Getz                            | |
| 2006 | The Good Shepherd                      | O Bom Pastor                              | Joseph Palmi                        | Participação especial |
| 2010 | Love Ranch                             |                                           | Charlie Bontempo                    | |
| 2015 | Savva: Serdtse Voina                   |                                           | Mosquito                            | Voz |
| 2019 | The Irishman                           | O irlandes                                | Russell Bufalino                    | Venceu Detroit Film Critics Society de Melhor Ator Coadjuvante New York Film Critics Circle Award de Melhor Ator Coadjuvante New York Film Critics Online Award de Melhor Ator Coadjuvante San Diego Film Critics Society Award de Melhor Ator Coadjuvante Pendente Satellite Award de Melhor Ator Coadjuvante em Cinema Globo de Ouro de melhor ator coadjuvante em cinema Critics' Choice Movie Award de Melhor Ator Coadjuvante Prêmio SAG Award de Melhor Ator Coadjuvante                                      |

## Prêmios e Indicações

#### Óscar
| Ano  | Categoria               | Indicação    | Notas    |
| ---- | ----------------------- | ------------ | -------- |
| 1981 | Melhor Ator Coadjuvante | Raging Bull  | Indicado |
| 1991 | Melhor Ator Coadjuvante | Goodfellas   | Venceu   |
| 2020 | Melhor Ator Coadjuvante | The Irishman | Indicado |

#### Globo de Ouro
| Ano  | Categoria                         | Indicação    | Notas    |
| ---- | --------------------------------- | ------------ | -------- |
| 1981 | Melhor Ator Coadjuvante em Cinema | Raging Bull  | Indicado |
| 1991 | Melhor Ator Coadjuvante em Cinema | Goodfellas   | Indicado |
| 2020 | Melhor Ator Coadjuvante em Cinema | The Irishman | Indicado |

#### SAG Awards
| Ano  | Categoria               | Indicação    | Notas    |
| ---- | ----------------------- | ------------ | -------- |
| 2020 | Melhor Ator Coadjuvante | The Irishman | Indicado |
| 2020 | Melhor Elenco em Cinema | The Irishman | Indicado |

#### BAFTA
| Ano  | Categoria               | Indicação    | Notas    |
| ---- | ----------------------- | ------------ | -------- |
| 1981 | Melhor Ator Estreante   | Raging Bull  | Venceu   |
| 2020 | Melhor Ator Coadjuvante | The Irishman | Indicado |

#### Critics' Choice Movie Awards
| Ano  | Categoria               | Indicação    | Notas    |
| ---- | ----------------------- | ------------ | -------- |
| 2020 | Melhor Ator Coadjuvante | The Irishman | Indicado |
| 2020 | Melhor Elenco           | The Irishman | Venceu   |

## Discografia
- 1968 - Little Joe Sure Can Sing! (Brunswick Records)
- 1998 - Vincent LaGuardia Gambini Sings Just for You (Columbia Records)